# Inge Morath
Pour les articles homonymes, voir Ingeborg et Morath.
Ingeborg Hermine Morath est une photo-journaliste américaine née le 27 mai 1923 à Graz en Autriche et morte le 30 janvier 2002 à New York à l'âge de 78 ans. 
Elle a été la première femme photographe acceptée comme membre de l'agence Magnum Photos en 1953 et ceci jusqu'à sa mort. En 2002, les membres de Magnum Photos créent en son honneur le prix Inge Morath, administré par la Fondation Inge-Morath, et qui est attribué annuellement à une photographe ayant moins de 30 ans.

## Biographie

### Jeunesse et formation
Élevée dans une famille protestante libérale, son enfance est parsemée de déménagements en France et en Allemagne dans les villes de Munich, Berlin, Strasbourg, déménagements dus à la carrière professionnelle de ses parents en tant que scientifiques.
En 1937, à l'âge de quatorze ans, Inge Morath aborde pour la première fois l'Art avant-garde lors d'une exposition appelée Art dégénéré organisée par le parti nazi. Le but de cette exposition étant d'enflammer l'opinion publique contre l'Art moderne. Inge s'exprime à ce sujet « Je trouve un certain nombre de peintures passionnantes et suis tombée sous le charme de Blue Horse » de Franz Marc. Elle écrira plus tard « Seuls les commentaires négatifs ont été autorisés sur cette exposition, a commencé une longue période où il fallait garder le silence et dissimuler ses pensées. »
À partir de 1938 sa famille s'installe à Berlin, elle a quinze ans et une certaine facilité à apprendre les langues étrangères ainsi que les lettres. Elle s'oriente vers des études linguistiques et devient tout naturellement interprète. La Seconde Guerre mondiale chamboule sa vie. 
En 1939 après avoir terminé ses études secondaires, elle est contrainte d'effectuer six mois de service pour le Reich (Service de travail du Reich) avant de pouvoir entrer à l'université.
Elle entreprend ensuite des études de langues à l'université de Berlin. Elle y étudie la langue française, roumaine, anglaise en complément de sa langue maternelle l'allemand. Lors de sa thèse elle ajoutera l'espagnol, l'italien, le russe et le chinois. Soit au total huit langues. Elle dira à ce sujet : « J'étudiais où je pouvais trouver un espace tranquille à l'Université, les stations de métro me servait d'abris anti-aériens. Je n'ai pas rejoint l'Union des étudiants (organisation étudiante). »
Vers la fin de la guerre, elle est enrôlée pour travailler à l'aéroport de Tempelhof. Lors d'une attaque sur l'usine par des bombardiers russes, elle fuit à pied vers l'Autriche. 
Des années plus tard elle exprimera son ressenti sur cette période. La pauvreté, la misère, ce travail dangereux et exténuant, l'empêcheront à jamais de photographier la guerre, préférant ainsi montrer les conséquences de l'histoire ,.
En 1946 à Salzbourg, elle songe à reprendre ses études interrompues par la Seconde Guerre mondiale. Elle accepte un travail de traductrice à l'United States Information Service (en) à Salzbourg, agence des États-Unis consacré à la diplomatie publique. Elle étend ensuite ses compétences aux légendes des photographies pour les publications de l'USIS et à la rédaction d'articles. Toute sa vie elle sera une mémorialiste prolifique et autrice de lettres, alliant ainsi sa capacité des mots aux photos ce qui la rendra particulièrement brillante parmi ses collègues.
En 1948 à Vienne, elle collabore à la revue Kurier (Tageszeitung), quotidien autrichien d'information fondé par les États-Unis; ainsi qu'à Rot-Weiß-Rot (Sender) littéralement rouge-blanc-rouge station de radio de l'après-guerre occupé en Autriche, et participe à la création de la revue d'art Der Optimist.

### Début de carrière
En 1949 Warren Trabant, le rédacteur en chef de Heute, magazine que les Américains éditent pour les pays occupés, lui propose le poste de directrice de la photographie pour l'édition viennoise du journal. Dans l'exemplaire du 3 août 1949, elle légende sur huit pages le reportage photographique de Ernst Haas ayant pour thème "Und die Frauen warten..." (littéralement "Et les femmes attendent"), reportage photographique sur le retour des prisonniers de guerre en Autriche. Ces huit pages sont remarquées par le célèbre photographe Robert Capa qui lui propose de venir à Paris.
À son arrivée dans la capitale française, elle écrit les légendes des photos pour l’Agence Magnum, et plus particulièrement les légendes photographiques de Ernst Haas qui lui aussi a été invité à venir sur Paris.
En 1951 elle se marie avec le journaliste anglais Lionel Birch, et déménage à Londres. Ses débuts dans la photographie datent de son voyage de noces à Venise. Ses connaissances sommaires sont voilées par la sensibilité qu'elle a pu développer au contact des photographes de l'Agence Magnum, et en particulier Henri Cartier-Bresson. À partir de ce moment, elle décide de se consacrer exclusivement à la photographie en travaillant avec Simon Goodmann fondateur de l'agence photos Dephot (Deutscher Photodienst). Elle réalise ses premières publications sous le pseudonyme de Egni Tharom (son nom et prénom écrit à l'envers) dans le magazine Picture Post. Cet emploi en tant que photojournaliste l'amène à se déplacer à Hollywood pour une courte affectation et à New York où, lors de son premier voyage, elle sera interrogée par les inspecteurs de l'immigration, soupçonnée d'avoir des liens communistes (elle avait dans sa valise un livre sur les stars du cinéma appelé Stardust à Hollywood et publié par le Left Book Club de Londres). Son union avec Lionel Birch ne durera que trois semaines effectives, le divorce officiel étant prononcé en 1954.
Dans les années 1950, à Londres, Inge Morath collabore fréquemment avec la photographe Gerti Deutsch, également émigrée d'Autriche. De nombreuses photographies présentes dans les archives de Gerti Deutsch sont signées par les deux photographes. Toutefois, rien n’a été conservé sur le périmètre précis de la coopération.
En 1952, elle réalise un reportage très remarqué sur les prêtres-ouvriers, qu'elle montre à Robert Capa. C'est le début de sa notoriété de photographe. Elle rejoint l'agence Magnum Photos en tant que photographe en 1953, avec la publication dans la revue anglaise Holiday Magazine d'une photographie de la milliardaire Eveleigh Nash au palais de Buckingham.
En 1954, Inge Morath effectue un déplacement en Espagne où elle réalise un sujet pour Holiday Magazine. Les photographies de Pampelune, en noir et blanc, sortent en 1955 dans un livre, Guerre à la tristesse. Cet ouvrage montre le regard humaniste et documentaire qu'elle développera tout au long de sa vie. Tout en travaillant sur ses propres missions, elle continue à aider Henri Cartier-Bresson durant les années 1953 et 1954, devenant membre à part entière de Magnum Photos en 1955.

### Vie de famille, voyages photographiques
En 1956 elle effectue divers voyages en Europe, en Afrique du Nord, et plus particulièrement en Iran ainsi qu'en Irak, Syrie et Jordanie. Elle est dorénavant publiée régulièrement dans des magazines comme Paris Match, Life et Vogue.

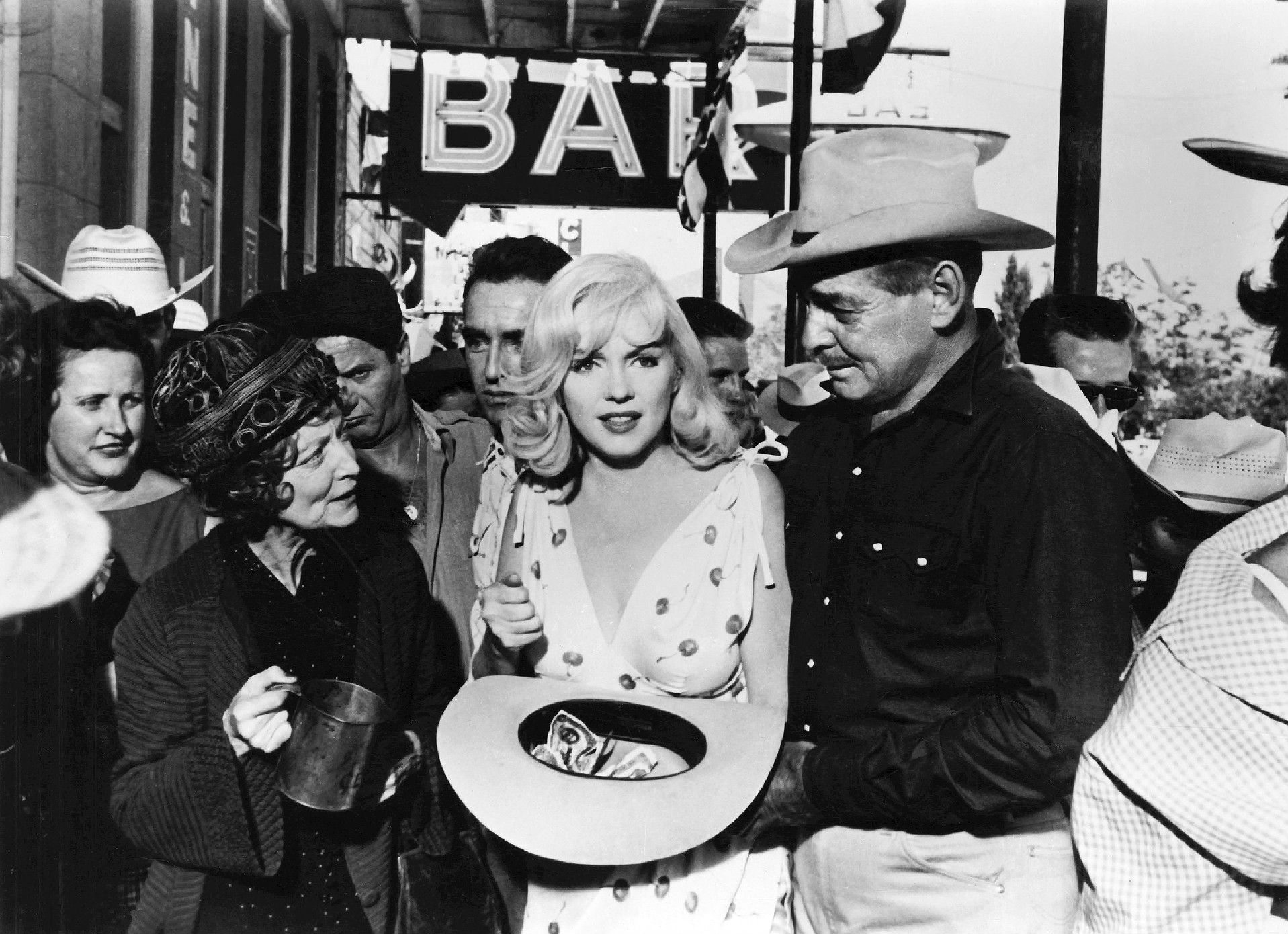
Tournage du film Les Désaxés

Le 17 février 1962, Inge Morath épouse Arthur Miller, dramaturge, écrivain et essayiste américain : ils se rencontrent alors qu'elle est en reportage sur le tournage de Les Désaxés ; lui est à l'époque marié à Marilyn Monroe. Ses photographies de Marilyn Monroe montrent sa fragilité et sa lutte contre l'alcool et les barbituriques. Ce reportage photographique apporte des images émotionnellement fortes de l'intimité de la vedette.
De cette union avec Arthur Miller naissent deux enfants : Rebecca née le 15 septembre 1962 (soit sept mois après leur mariage), et Daniel né le 14 février 1966. Après son mariage, elle s'installe à New York et dans le Connecticut. Les années qui suivent, elle se fait plus rare pour sa famille, mais elle continue à collaborer avec son mari. 
En 1965 elle visite l'URSS ; elle publie en 1967 avec Arthur Miller un récit de ce voyage, In Russia, qui porte un regard attentif sur la société russe et son régime communiste. Sa vision de la chute du régime communiste paraît en 1990 sous le titre Russian Journal. Deux livres photographiques complémentaires, qui apportent un regard sur l'avant et l'après de la chute du régime. 
Leur fils Daniel, qui vient au monde le 14 février 1966, est atteint de trisomie 21. D’après le biographe Martin Gottfried, Arthur Miller le place dans une institution à Roxbury et ne lui rendra jamais visite, contrairement à Inge qui viendra le voir quotidiennement,,.
C'est cette même année qu'elle est officiellement déclarée citoyenne américaine. 
En 1972, elle étudie le mandarin et obtient un visa pour la Chine. Elle s'y déplace pour la première fois en 1978, deux ans seulement après la fin de la révolution culturelle. Le premier voyage avec son mari sera suivi de deux autres en Chine en 1979 et 1983.
De ces voyages sont tirés les livres Chinese Encounters en 1979, puis Salesman in Beijing en 1984.
En 1990, Inge Morath continue à poursuivre ses missions et ses projets indépendants. Le film Copyright by Inge Morath, réalisé par la cinéaste allemand Sabine Eckhard en 1992, fera partie de la sélection de films Magnum Films à la Berlinale en 2007. Sabine Eckhard y filme Inge dans sa maison et son atelier, à New York et Paris, en présence de ses collègues, et notamment Henri Cartier-Bresson et Elliott Erwitt.
En 1992 elle reçoit le grand prix d'Autriche pour la photographie.
En 1999 elle réédite ses travaux sur l'Espagne, et entreprend un projet sur le Danube qui consiste à remonter le fleuve de sa source en Allemagne jusqu'à son embouchure dans la mer Noire. Cette même année, elle publie son livre Life as a Photographer.
Le 11 septembre 2001 Inge et son mari Arthur Miller sont dans un avion à destination de Paris au départ de New York lors de l'attentat. Arthur Miller devait recevoir un prix de la Japan Art Association.

### Dernières années
En 2002, en collaboration avec le réalisateur Regina Strassegger, Inge Morath réalise un souhait de longue date. Celui de revenir sur les terres de ses ancêtres, le long des confins de la Styrie (région entre l'Autriche et la Slovénie). Cette région montagneuse, autrefois partie de l'Empire austro-hongrois, était devenu la ligne rouge entre deux idéologies contradictoires après la Seconde Guerre mondiale et jusqu'en 1991. Le livre Last Journey (2002), et le film Strasseger de Grenz Räume (2002), permet de voir le dernier voyage d'Inge Morath dans son pays natal, lors des dernières années de sa vie.
Son décès à New York le 30 janvier 2002, dû à un cancer, interrompt son dernier projet sur « l'après 11 septembre » à Manhattan. Elle avait 78 ans.

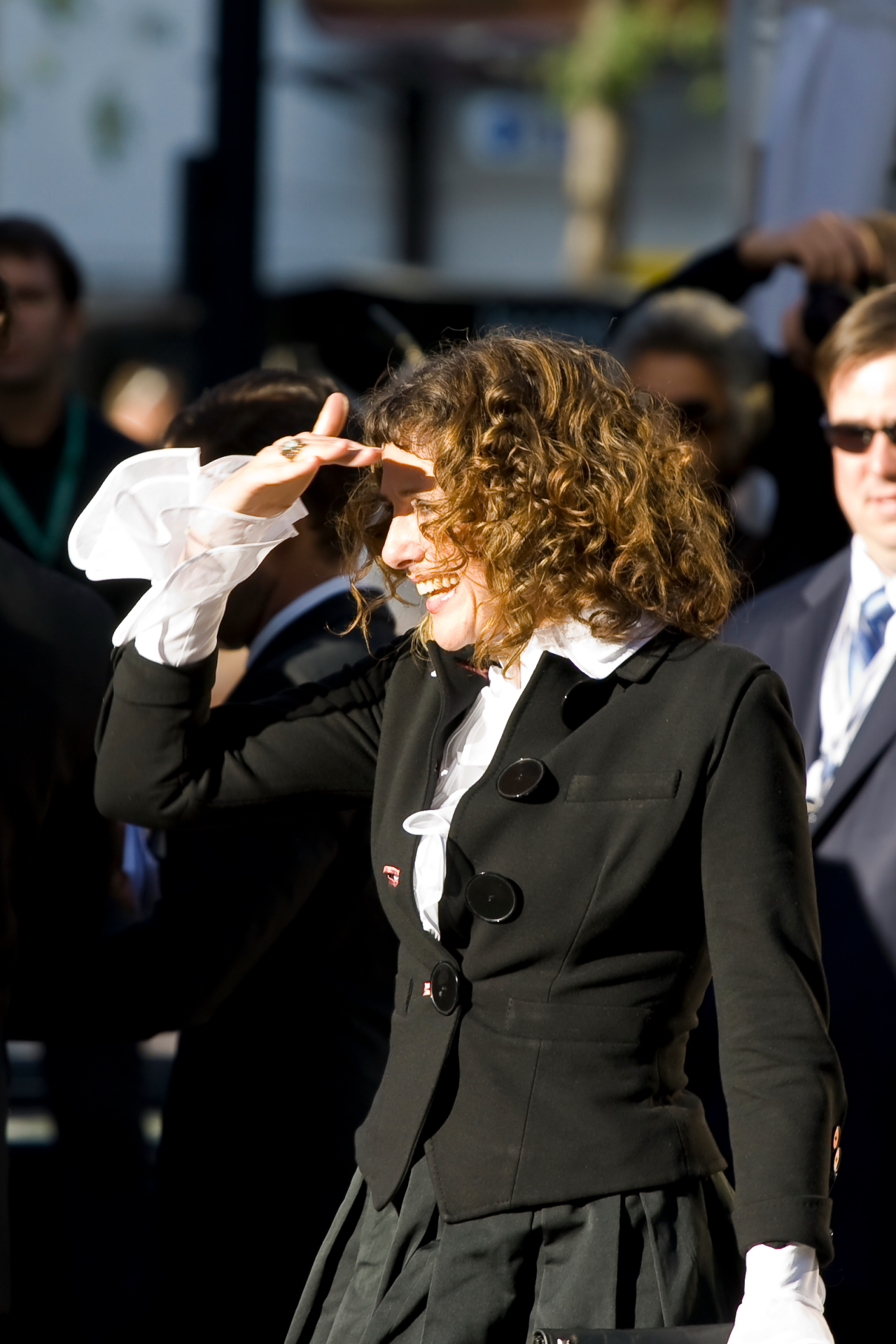
Sa fille Rebecca Miller en 2009

En novembre 2002, la galerie Esther Woerdehoff à Paris présente l'exposition Inge Morath, New York 1958-2002, préparée avec la photographe. La même année, les membres de Magnum Photos créent le prix prix Inge-Morath en son honneur. Il est administré par la Fondation Inge Morath et est attribué annuellement à une photographe de moins de 30 ans.
La Fondation Inge Morath est créée en 2003 par sa famille pour préserver et partager son héritage. Cette fondation (ayant une durée limitée) a pour mission de conserver les archives d'Inge Morath jusqu'à ce qu'elles puissent être placées dans une administration de conservation permanente. Certaines archives ont été acquises par la Bibliothèque Beinecke, université Yale, et un ensemble d'estampes photographiques par la Yale University Art Gallery. Ces archives sont accessibles aux chercheurs. Les négatifs d'Inge, ainsi qu'un ensemble de ses planches-contacts et de ses livres, demeurent activement utilisés à Magnum Photos, New York.

## Récompenses
- 1983 : hommage de l'État du Michigan (résolution Sénat 295) en reconnaissance de sa réalisation exceptionnelle en tant que photographe et chroniqueuse de la vie humaine[10].
- 1984 : docteur honoris causa des beaux-arts, université du Connecticut, Hartford, États-Unis[10].
- 1992 : prix d'Autriche pour la photographie[11]
- 2002 : Magnum Photos crée le prix Morath-Inge en son honneur, administré par la Fondation Inge Morath[9].
- 2003 : Sa famille créé la Fondation Inge Morath pour préserver et partager son héritage.

## Œuvres photographiques
- 1953 Eveleigh NASH at Buckingham Palace Mall[28].
- 1955 Guerre à la tristesse[29].
- 1956 Inge Morath : Iran[30].
- 1957 A Llama in Times Square[31].
- 1960 The Misfits[32].
- 1960 The Road to Reno[33].
- 1978-1983 Inge Morath: China[34].

### Expositions
- 1964 Exposition Photographe, Gallery 104, Art Institute of Chicago, Illinois, États-Unis.
- 1979 Exposition photographies de Chine, Grand Rapids Art Museum, Michigan, États-Unis.
- 1984 Salesman in Beijing, Hong Kong Théâtre Festival.
- 1988 Union rétrospective des photojournalistes à Moscou, Russie.
- 1988 Exposition, Sala del Canal Museum, Madrid, Espagne[10].
- 1988 Musée Rupertinum, Salzbourg, Autriche.
- 1989 Portraits - Galerie de Burden, Fondation Aperture, New York, États-Unis.
- 1989 Portraits - Cathédrale de Norwich, Royaume-Uni.
- 1989 Portraits - Centre Culturel Américain, Bruxelles, Belgique.
- 1991 Portraits - Kolbe Museum Berlin, Allemagne; Rupertinum Museum Salzbourg, Autriche.
- 1992 à 1994 Retrospective - Neue Galerie Linz, en Autriche, América House, Francfort, Allemagne; Galerie Hardenberg, Velbert, Allemagne; Galerie Fotogramma, Milan, Italie; Royal Photographic Society, Bath, Royaume-Uni; Smith Gallery and Museum, Stirling, Royaume-Uni; America House, Berlin, Allemagne; Galerie Hradcin, Prague, République tchèque.
- 1994 Espagne dans les années cinquante - Institut Espagnol, New York, États-Unis.
- 1995 Espagne dans les années cinquante - Museo de Arte Contemporáneo, Madrid, Espagne; Museo de Navarra, Pampelune, Espagne.
- 1996 Femmes à Femmes - Galerie Takashimaya, Tokyo, Japon.
- 1996 Le Danube - Neues Schauspielhaus, Berlin, Allemagne; Galerie Leica, New York, États-Unis; Galeria Fotoforum, Bolzano, Italie.
- 1997 Rétrospective - Kunsthal, Rotterdam, Pays-Bas.
- 1997 Le Danube - Musée Keczkemet, Musée Esztergom, Hongrie.
- 1997 Photographies des années 1950 à 1990 - Musée de la photographie, Tokyo, Japon.
- 1998 Danube - Festival Central de Culture européenne, Londres, Royaume-Uni; Museen d. Stadt Regensburg, Regensburg, Allemagne.
- 1998 Rétrospective - Festival Edinburgh, Royaume-Uni; Musée de la Photographie à Charleroi, Belgique; Galerie municipale, Pampelune, Espagne.
- 1998 Célébrer 75 ans - Galerie Leica, New York, États-Unis.
- 1999 Retrospective Kunsthalle Wien; FNAC Étoile, Paris; FNAC, Barcelone.
- 1999 l'Espagne dans les années cinquante - Museo del Cabilde, Montevideo, Uruguay.
- 2002 New York

Galerie Fotohof, Salzbourg, Autriche;
Stadt Passau, Europäische; Wochen, Allemagne Forum ESWE, Wiesbaden;
Esther Woerdehoff, Paris, France;
Amerikahaus Tübingen, Allemagne.
- 2003 Exposition - Fondation Henri Cartier-Bresson, Paris, France.
- 2004 Rencontres chinoises: Pingyao internationaux, Festival de Photographie, Pingyao, Chine[9].
- 2005 Road to Reno - Pingyao Festival international Photographie, Pingyao, Chine.
- 2008 Well Disposed and Trying to See: Inge Morath et Arthur Miller en Chine ; musée d'art de l'université du Michigan, Ann Arbor, États-Unis.
- 2013 Danube, Donau en partenariat avec le Forum culturel autrichien à Vitry-sur-Seine[35].

## Publications
- Aubier Dominique et Inge Morath, Guerre à la tristesse, Robert Delpire, 1955, 129 p.
- (en) Aubier Dominique et Inge Morath, Fiesta in Pamplona, Universe Books, 1956, 146 p.
- (en) Reynal & Co, Inge Morath, Venice Observed, Lausanne, Editions de l’Oeil, 1956, 146 p.
- (en) Inge Morath et Dominique Aubier, Fiesta in Pamplona, Lausanne, États-Unis, Photography Magazine, Universe Books, 1956, 146 p.
- Robert Delpire et Inge Morath, De la Perse à l'Iran, France, Robert Delpire, 1958
- (en) Yul Brinner et Inge Morath, Bring Forth the Children : A Journey to the Forgotten People of Europe and the Middle East, États-Unis, McGraw-Hill Books, 1960, 155 p.
- Claude Roy, Paul Sebag et Inge Morath, Tunisie, Paris, Delpire Editions, 1961
- Saul Steinberg et Inge Morath, Le Masque, Paris, Maeght Editions, 1966, 200 p.
- (en) Arthur Miller et Inge Morath, In Russia, États-Unis, A studio book, Viking Press, 1969, 240 p.
- (en) Ruth Bluestone et Inge Morath, East West Exercises, New York, Simon, Walker & Co, 1973
- (en) Arthur Miller et Inge Morath, In the country, États-Unis, Viking Press, 1977, 184 p.
- (en) Arthur Miller et Inge Morath, Chinese encounters, États-Unis, Farrar Straus Giroux, 1979, 252 p.
- (en) Inge Morath et Edouard Sablier, From Persia to Iran : An historical journey, États-Unis, Viking Press, 1980
- (en) Inge Morath et Yevgeny Yevtushenko, Russian Journal 1965-1990, États-Unis, Aperture foundation, 1991, 131 p.
- (de) Inge Morath et Margit Zuckriegl, Inge Morath : Fotografien 1952-1992, Allemagne, Müller, 1992, 160 p.
- (en) Inge Morath, Donau : Danube, Allemagne, Müller, 1995, 143 p.
- (en) Inge Morath, Arthur Miller et Rolf Sachsse, Life as a Photographer, Allemagne, Kehayoff Verlag, 1999, 183 p.
- (en) Inge Morath, Anna Fárová et Arthur Miller, Inge Morath : Portraits, États-Unis, Otto Muller, 1999, 128 p.
- (en) Inge Morath, Saul Steinberg Masquerade, États-Unis, Viking Studio, 2000, 80 p.
- (en) Inge Morath et Regina Strassegger, Border Spaces : Last Journey, Allemagne, Prestel, juin 2002, 200 p.
- (de) Inge Morath et Regina Strassegger, Inge Morath : Last Journey (Photography), Allemagne, Prestel Publishing, février 2003, 232 p.
- (en) Inge Morath et Arthur Miller, Inge Morath : The Road to Reno, États-Unis, Steidl Dap, 2006, 144 p.
- (en) Inge Morath, John P. Jacob (Editor), Monika Faber, Inge Morath : Iran, États-Unis, Steidl Dap, 2009, 240 p.
- (en) Inge Morath, John P. Jacob (Editor), Inge Morath : First Color, États-Unis, Steidl Dap, 2010, 203 p.